# 마츠오카 하나
마츠오카 하나(일본어: 松岡 はな, 2000년 1월 19일~)는 일본의 여성 아이돌 그룹 전 HKT48 팀KIV의 캡틴이다.

## 인물
항상 웃는 것이 특징이며, 미소가 매력포인트이다. 성격은 밝으며 건강하다.

## 내력
2014년
- 9월, 『바이트 AKB48 프로젝트』에 합격. 바이트 AKB 활동을 시작함.

2015년
- 2월 28일에 개최된 "바이트 AKB 좋은 추억 고마워 공연, 마지막 진심 아르바이트, 극장에서 봐주세요!!,"을 갖고 고용 계약 기간 만료에 수반하는 바이트 AKB 활동을 종료.
- 5월 10일, 아리아케 콜로세움에서 개최된 『제2회 AKB48그 룹 드래프트 회의』에서 HKT48팀 H에 1순위로 지명되다.
- 8월 30일, HKT48 해바라기조 "파자마 드라이브"공연에서 HKT48 극장 공연 데뷔.

2016년
- 3월 30일, 마린 메시지 후쿠오카에서 개최된 『HKT48 봄의 라이브 투어 회 고 도・소레이유 2016』 최종 공연에서 연구생의 승격과 새로 출범하는 팀 TII에 배속하는 것이 발표됨.
- 4월 13일 발매의 HKT48의 7th 싱글 74억분의 1의 너에게에서 처음으로 타이틀 곡의 선발 명단에 뽑혔다.
- 9월 7일 발매의 8th 싱글 최고야에서는 가입 1년 2개월 만에 첫 센터 포지션을 맡았다. 드래프트 회의 출신자가 표제 음악 센터 포지션을 맡는 것은 NMB48의 스토 리리카. 두리안 소년 이후 2번째.
- 11월 16일 발매의 AKB48의 46th 싱글 하이 텐션에서 처음 AKB48의 싱글 선발 멤버로 선출됐다.

2024년
- 4월 7일, 후쿠오카 시민 회관에서 개최된 『HKT48 봄의 콘서트 2024 ~홉·스텝·점프~』에서 졸업 발표를 했다.
- 9월 28일, 후쿠오카 선팰리스에서 『마츠오카 하나 졸업 콘서트 ~되어! 되어! 최고라고!~』를 기해 HKT48을 졸업했다.